# We Are the Streets
| Recensione | Giudizio |
| ---------- | -------- |
| AllMusic   |          |

We Are the Streets è il secondo album in studio del gruppo hip hop statunitense The LOX. Prodotto da Swizz Beatz, è pubblicato il 25 gennaio del 2000 da Ruff Ryders e Interscope. L'album è commercializzato e distribuito da Universal Music.
Alle produzioni, oltre a Swizz Beatz, ci sono anche DJ Premier e Timbaland, quest'ultimo produce il singolo dell'album Ryde or Die, Bitch. L'album vede principalmente la collaborazione di Eve, presente in diverse tracce. AllMusic gli assegna 4/5 stelle, scrivendo che «[...] Jadakiss è uno dei parolieri più sottovalutati nell'industria [musicale], come ribadisce chiaramente nel suo taglio solista Blood Pressure. Il produttore di casa della Ruff Ryders Swizz Beatz produce la maggior parte dei brani, tuttavia le sue produzioni sincopate iniziano a essere ripetitive, DJ Premier e Timbaland forniscono alcune diversità necessarie con i loro suoni caratteristici.»
Il secondo prodotto dei LOX, il primo dopo l'uscita dalla label di Puff Daddy a causa di divergenze creative, è un grande successo commerciale, raggiunge la seconda posizione tra le pubblicazioni hip hop e la quinta nella Billboard 200.

## Tracce
1. Intro (Skit) – 2:45
2. Fuck You – 4:07 (musica: Swizz Beatz)
3. Can I Live (feat. Kasino) – 4:10 (musica: Swizz Beatz)
4. Built for Bodies (Skit) – 1:06
5. Breathe Easy – 4:09 (musica: PK)
6. Felony Niggas – 3:59 (musica: PK) – Styles P*[3] & Swizz Beatz
7. Wild Out (feat. Swizz Beatz) – 5:27 (musica: Swizz Beatz)
8. Blood Pressure – 3:46 (musica: Swizz Beatz) – Jadakiss*[3]
9. Recognize (feat. Eve) – 4:13 (musica: DJ Premier, Don Elliot)
10. Rape'n U Records (Skit) – 2:39
11. Y'all Fucked Up Now (feat. J-Hood, Jadakiss & Sheek Louch) – 4:27 (musica: Joe "The Butcher" Nicolo)
12. Scream L.O.X. – 3:51 (musica: PK)
13. You Told Me (feat. Eve) – 4:53 (musica: Swizz Beatz)
14. Brains...Take One (Skit) – 0:58 – Jadakiss*[3]
15. Ryde or Die, Bitch (feat. Timbaland & Eve) – 4:49 (musica: Timbaland)
16. Bring It On – 4:45 (musica: Swizz Beatz) – Sheek Louch*[3] & Swizz Beatz
17. If You Know (feat. Drag-On, Eve & Swizz Beatz) – 3:40 (musica: Swizz Beatz)
18. We Are the Streets – 4:33 (musica: Swizz Beatz)

## Classifiche

### Classifiche settimanali
| Classifica (2000) | Posizione massima |
| ----------------- | ----------------- |
| Stati Uniti       | 5                 |

### Classifiche di fine anno
| Classifica (2000) | Posizione |
| ----------------- | --------- |
| Stati Uniti       | 159       |